# Time (Illinois)
Time – wieś w Stanach Zjednoczonych, w stanie Illinois, w hrabstwie Pike.